# Awaé (Kobdombo)
Pour les articles homonymes, voir Awaé (homonymie).
Awaé ou Awoa est un village du Cameroun, situé dans la commune de Kobdombo, le département du Nyong-et-Mfoumou et la région du Centre.

## Population
En 1961, Awaé comptait 329 habitants, principalement des Yebekolo. Lors du recensement de 2005, on y a dénombré 480 personnes.